# Bocamiño
Bocamiño är en ort i Mexiko.   Den ligger i kommunen Francisco I. Madero och delstaten Hidalgo, i den sydöstra delen av landet, 90 km norr om huvudstaden Mexico City. Bocamiño ligger 1 978 meter över havet och antalet invånare är 981.
Terrängen runt Bocamiño är kuperad åt sydväst, men åt nordost är den platt. Runt Bocamiño är det ganska tätbefolkat, med 78 invånare per kvadratkilometer. Närmaste större samhälle är San Salvador, 7,6 km nordost om Bocamiño. Omgivningarna runt Bocamiño är i huvudsak ett öppet busklandskap.